# Katoghike-Kirche

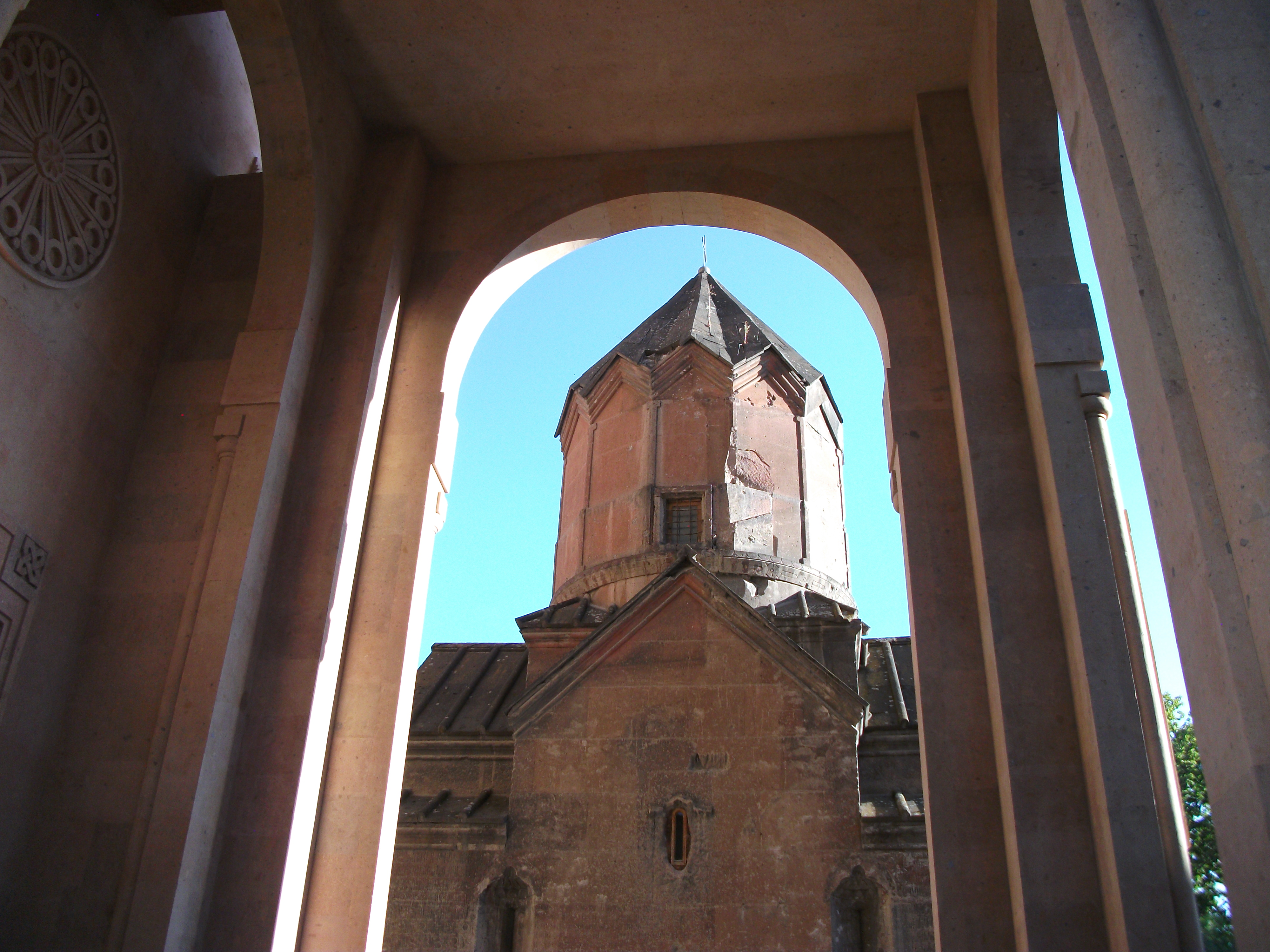
Katogike-Kirche, September 2014

Die Kirche der Heiligen Muttergottes Katoghike (armenisch Կաթողիկե Սուրբ Աստվածածին եկեղեցի Katoghike Surb Astwazazin jekeghezi) ist eine kleine mittelalterliche Kirche in der armenischen Hauptstadt Jerewan, die aus dem Jahre 1264 stammt. Sie gehört zur Diözese Ararat der Armenisch-Apostolischen Kirche und liegt im Jerewaner Stadtbezirk Mitte (Kentron).

## Geschichte

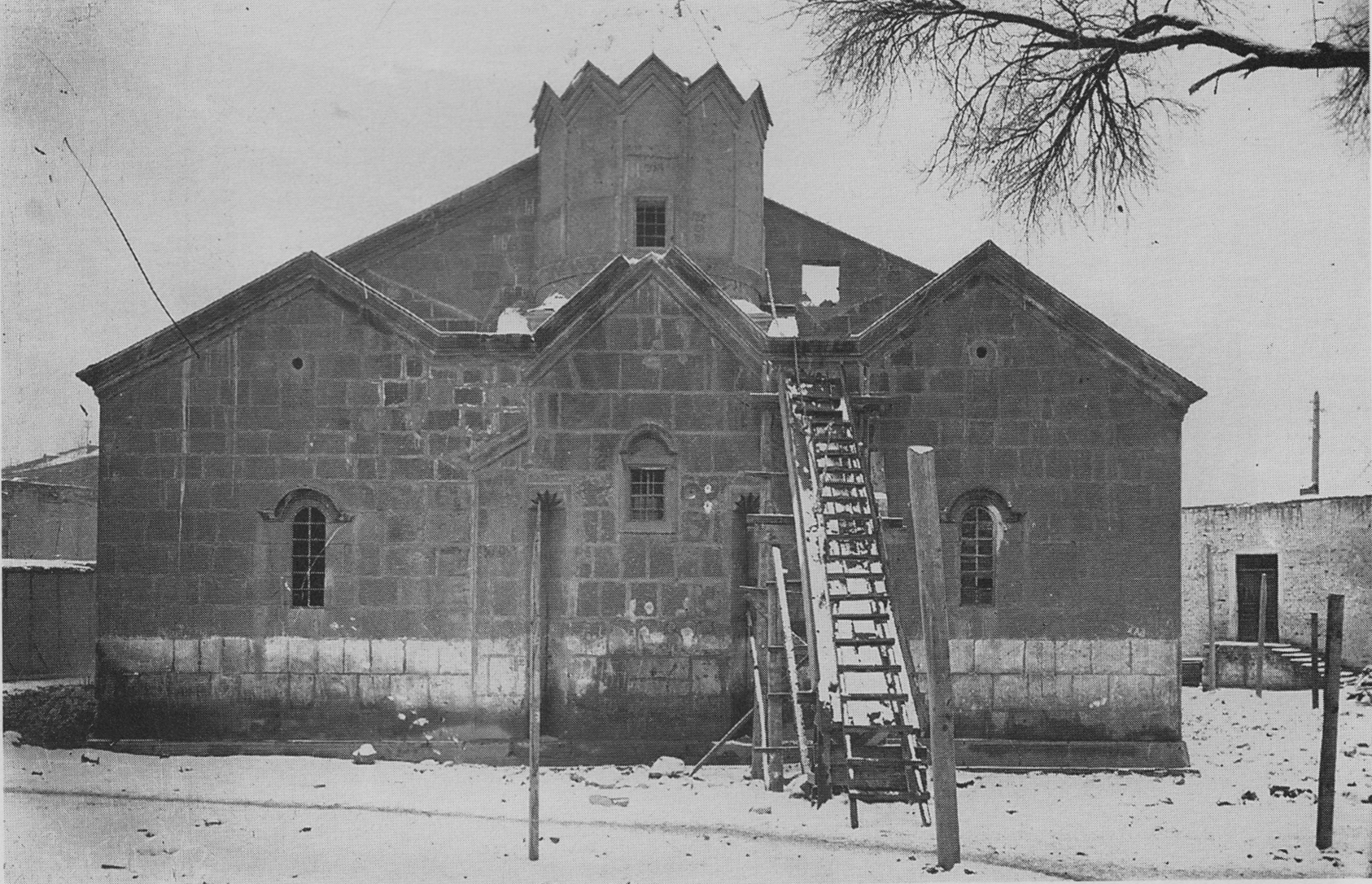
Die 1936 abgerissene Basilika der Heiligen Muttergottes

Laut einer Inschrift an einer der Wände der Katoghike-Kirche stammt das noch erhaltene Gebäude aus dem Jahre 1264.
Nach dem großen Erdbeben von 1679 wurde in der Altstadt (Schahar) von Jerewan an der westlichen Seite der Katoghike-Kirche von 1693 bis 1695 eine große kuppellose dreischiffige Basilika der Heiligen Muttergottes aus armenischem Tuffstein gebaut, deren Gebetshalle eine Innenfläche von 14,0 Meter mal 19,3 Meter und einen Außenumfang von 16,4 Meter mal 28,4 Meter aufwies und somit als eines der größten Gotteshäuser des alten Jerewan galt. Die Kirche hatte Eingänge an der südlichen und an der westlichen Seite.
1936 wurde die Basilika der Heiligen Muttergottes auf Weisung der sowjetischen Behörden abgerissen, um für Wohngebäude und ein linguistisches Institut an der Sajat-Nova-Allee Platz zu machen. Während des Abrisses kam wieder die alte Katoghike-Kirche aus dem 13. Jahrhundert zum Vorschein. Proteste von Archäologen verhinderten die Fortsetzung der Abrissarbeiten, so dass wenigstens die kleine mittelalterliche Kirche erhalten blieb. Viele alte Chatschkars (Kreuzsteine) aus dem 15. bis 17. Jahrhundert wurden in den niedergerissenen Mauern der zerstörten Basilika gefunden.
Wie sich durch den Abriss zeigte, hatte die zerstörte Basilika auf den Fundamenten einer alten Kirche der Heiligen Muttergottes gestanden. Beim Abbruch der südlichen und der nördlichen Wand fanden sich Inschriften von 1264. An der Westfassade finden sich Inschriften von 1284, 1229 und aus dem sechzehnten Jahrhundert, an der Nordwand dagegen aus dem Jahre 1609. Offensichtlich wurde Anfang des 17. Jahrhunderts an der westlichen Seite der Kirche der Heiligen Muttergottes eine Kapelle erbaut, wo die Katoghike-Kirche Ende desselben Jahrhunderts entstand. Hieraus konnte geschlossen werden, dass die Kirche der Heiligen Muttergottes als einzige Kirche Jerewans das Erdbeben überstand.
Der heute noch erhaltene Teil der Kirche der Heiligen Muttergottes, der nach wie vor Katoghike-Kirche genannt wird, ist mit 5,4 Meter mal 7,5 Meter recht klein. Auf Grund ihres begrenzten Raums dient sie nur als Gebetshaus.

## Sankt-Anna-Kirche

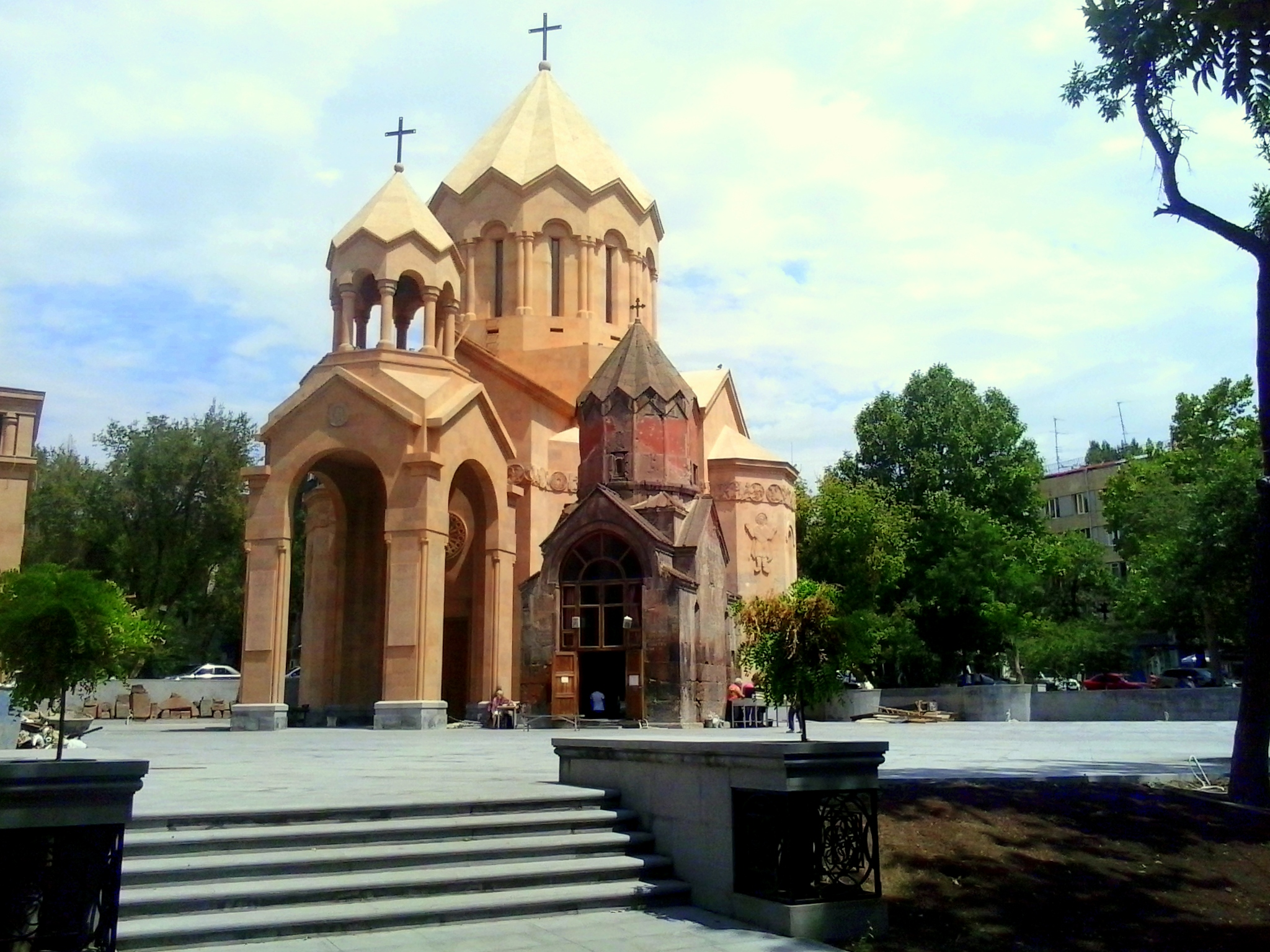
Der neue Kirchenkomplex von Sankt Anna im August 2014

In den Jahren von 2009 bis 2015 wurde an der Nordseite der Katoghike-Kirche ein neuer Kirchenkomplex errichtet, dessen Hauptkirche Sankt Anna viel größer als Katoghike ist. Darüber hinaus umfasst der Komplex auch die Jerewaner Residenz des Katholikos von Etschmiadsin. Am 4. Juli 2009 segnete der Katholikos Karekin II. den Baugrund mit einem Gottesdienst, bei dem auch der armenische Staatspräsident Sersch Sargsjan, der Jerewaner Bürgermeister Gagik Beglarian und andere Honoratioren, darunter der Geldgeber Hirair Hovnanian mit seiner Ehefrau, anwesend waren. Der Architekt der neuen Sankt-Anna-Kirche, die am 30. April 2015 von Katholikos Karekin II. feierlich konsekriert wurde, ist Vahagn Movsisyan.